# Cântecul
Cântecul (în maghiară Mindenki, adică „Toată lumea”) este un scurtmetraj maghiar din 2016 scris și regizat de Kristóf Deák. Acțiunea plasată în anul 1991 urmărește povestea unei fete care se mută la o nouă școală și devine membra prestigiosului cor al școlii. În 2017, filmul a câștigat premiul Oscar pentru cel mai bun scurt metraj la cea de a 89-a ediție a Galei Oscar.

## Rezumat
Povestea are loc în Budapesta anului 1991. Zsófi (Dorka Gáspárfalvi) se mută la o nouă școală primară și devine prietenă cu Liza (Dorottya Hais). Zsófi se alătură corului școlii, dar i se spune să nu cânte prea tare, deoarece profesoara Erika nu o consideră suficient de bună și corul se pregătește pentru o competiție al cărei premiu este o excursie în Suedia. Zsófi este vizibil afectată, dar își ascultă profesoara și ține în secret cererea acesteia.
Liza observă ca Zsófi nu cântă. Fiind întrebată, cea din urmă îi destăinuie cererea profesoarei. La următoarea repetiție, Liza o confruntă pe profesoară, dar i se spune că este în interesul corului ca doar cei talentați să cânte cu voce tare. Erika spune de asemenea că nu a vrut să-i umilească public pe cei care nu pot cânta bine, dar acum îi roagă sa ridice mâna. Zsófi este surprinsă când realizează că era departe de a fi singura căreia nu i se permite să cânte. Mai târziu îi spune Lizei că are un plan.
În ziua competiției, corul îndrumat de Erika este pe scenă, dar în loc să cânte murmură versurile. Când Erika părăsește, frustrată, sala, copiii încep să cânte.